# Angelo Barrile
Angelo Barrile (Winterthur, 22 agosto 1976) è un politico e medico svizzero.

## Biografia
Cittadino italo-svizzero, figlio di immigrati come lavoratori in Svizzera all’inizio degli anni 1970 di Pietraperzia, Sicilia. Angelo Barrile nasce nel 1976 come primo di due figli a Winterthur. Cresciuto a Pfungen, frequenta l’asilo e la scuola elementare a Pfungen dal 1981 al 1989. Completa la sua formazione del tipo linguistico al liceo Rychenberg a Winterthur dal 1989 al 1996. Dopo gli studi in medicina all’Università di Zurigo (laurea 2002), si specializza in medicina interna. Abita a Zurigo ed è in relazione pluriennale con il suo fidanzato. In una lunga intervista, ha raccontato la sua esperienza ai confini della morte.
Nel 2003 lavora come medico assistente nella clinica chirurgica nell'ospedale regionale di Muri (Canton Argovia). Dal 2004 al 2006 lavora come medico assistente in una clinica di medicina interna nell'ospedale regionale di Bülach (Canton Zurigo). Dal 2006 al 2009 lavora come medico assistente nella clinica psichiatrica dell’Università di Zurigo e dal 2009 al 2012 come medico assistente nel servizio psichiatrico-psicologico della città di Zurigo. Dal 2012 è medico specialista per medicina interna in uno studio medico ambulatoriale associati.
Membro del partito socialista dal 1998. Dal agosto 2010 membro del Consiglio Cantonale (Canton Zurigo). Representante del partito socialista nella commissione dell’economia e dei tributi fino al 2011, dopo nella commissione della sicurezza sociale e della sanità. Deputato al Consiglio nazionale dal 2015 al 2023. È inoltre vice-presidente dell'associazione svizzera dei medici assistenti e capiclinica (ASMAC) e presidente del’ Aiuto Aids del Canton Zurigo.